# Kerkhof van Arques
De kerkhof van Anvin is de begraafplaats gelegen bij de kerk aan de Rue Jules Ferry in Arques in het Franse departement Pas-de-Calais.

## Militaire graven
Op het kerkhof bevinden zich 6 geïdentificeerde Gemenebest militaire graven uit de Tweede Wereldoorlog die worden onderhouden door de Commonwealth War Graves Commission, die de begraafplaats heeft ingeschreven als Arques Churchyard.